# جف داری
جف داری (انگلیسی: Jeff Darey; ۲۶ فوریهٔ ۱۹۳۴ – ژانویه ۲۰۱۴ (۷۹ ساله)) بازیکن فوتبال اهل بریتانیا بود.
از باشگاه‌هایی که در آن بازی کرده‌است می‌توان به باشگاه فوتبال برایتون اند هوو آلبیون، باشگاه فوتبال هندون، باشگاه فوتبال گیلفورد سیتی، و باشگاه فوتبال ویمبلدون اشاره کرد.
وی همچنین در تیم ملی فوتبال England amateur بازی کرده‌است.